# Paco Tous
Francisco Martínez Tous dit Paco Tous est un acteur espagnol, né le 10 février 1964 à Séville en Andalousie. Il se fait connaître grâce à ses rôles dans les séries télévisées espagnoles, tels que Francisco « Paco » Miranda dans Los hombres de Paco et Agustín « Moscou » Ramos dans La casa de papel. 

## Biographie

### Jeunesse
Paco Tous nait en février 1964 à Séville et grandit à El Puerto de Santa María dans la province de Cadix, en Andalousie. Il fait partie du membre de la confrérie de la Vierge de la Esperanza de Macarena de Sevilla.

### Carrière
En 1987, Paco Tous apparaît pour la première fois au cinéma Las dos orillas de Juan Sebastián Bollaín et Los invitados de Víctor Barrera.
En 2005, il obtient le rôle de Francisco « Paco » Miranda, chef du groupe policier, dans la série télévisée Los hombres de Paco, pour lequel il est nommé comme meilleur acteur principal à la télévision par l'Unión de Actores y Actrices en 2007.
En 2006, il devient le général Francisco de Melo pour le film Capitaine Alatriste (Alatriste) d'Agustín Díaz Yanes.
En 2011, il interprète son premier rôle, endossant les costumes d'Antonio Tejero, un des principaux organisateurs de la tentative de coup d'État en février 1981, dans le film historique 23-F: la película de Chema de la Peña.
En 2017, il est Agustín « Moscou » Ramos dans la série La casa de papel, pour laquelle il est nommé comme meilleur second rôle dans une série à la cérémonie des Prix Feroz en 2018. Même année, il est Dr San Martín dans le thriller Le Gardien invisible (El guardián invisible) de Fernando González Molina, adaptation du roman espagnol de la trilogie de La Vallée du Baztan (Trilogía del Baztán) de Dolores Redondo (2013). Il aura pour suite De chair et d'os (Legado en los huesos, 2019) et Une offrande à la tempête (Ofrenda a la tormenta, 2020) avec le même réalisateur.
En février 2018, il reçoit la médaille d'Andalousie (es).

## Filmographie

### Longs métrages
- 1987 : Las dos orillas de Juan Sebastián Bollaín
- 1987 : Los invitados de Víctor Barrera
- 1999 : Solas de Benito Zambrano : le partenaire de Juan
- 2005 : 15 días contigo de Jesús Ponce : un fonctionnaire
- 2006 : Capitaine Alatriste (Alatriste) d'Agustín Díaz Yanes : le général Francisco de Melo
- 2011 : 23-F: la película de Chema de la Peña : Antonio Tejero
- 2011 : Hot School 2 (Fuga de cerebros 2) de Carlos Therón : lui-même
- 2013 : Somos gente honrada d'Alejandro Marzoa : Suso
- 2016 : La puerta abierta de Marina Seresesky : Paco
- 2016 : Cuerpo de élite de Joaquín Mazón : l'inspecteur Jefe
- 2016 : L’accusé (Contratiempo) : le conducteur
- 2017 : Le Gardien invisible (El guardián invisible) de Fernando González Molina : Dr San Martín
- 2017 : El intercambio d'Ignacio Nacho : le gardien de but
- 2017 : Señor, dame paciencia d'Álvaro Díaz Lorenzo : le père Salcedo
- 2018 : Gun City (La sombra de la ley) de Dani de la Torre : Salvador Ortiz
- 2019 : Lo nunca visto de Marina Seresesky : Vicente Campello
- 2019 : De chair et d'os (Legado en los huesos) de Fernando González Molina : Dr San Martín
- 2020 : La lista de los deseos d'Álvaro Díaz Lorenzo : Ignacio
- 2020 : Une offrande à la tempête (Ofrenda a la tormenta) de Fernando González Molina : Dr San Martín
- 2021 : Operación Camarón de Carlos Therón : Jaime

Prochainement
- 2021 : Hombre muerto no sabe vivir d'Ezekiel Montes : Eduardo

### Courts métrages
- 2004 : Alacranes de Pierre Tatarka : Juan
- 2005 : Hombres de paja de Joaquin Asencio : Ataúlfo
- 2007 : Paseo d'Arturo Ruiz Serrano : Luciano
- 2008 : En la otra camilla de Luis Melgar : le médecin
- 2013 : Amateur de David Salvochea : le policier
- 2015 : Todo lo que callas d'Ana Ferrón : David
- 2020 : Palmera seca de Jesús Ponce : Chino

### Séries télévisées
- 1999 : Castillos en el aire : Lucas (saison 1, épisode 7)
- 2005-2021 : Los hombres de Paco : Francisco « Paco » Miranda (118 épisodes)
- 2006 : El comisario : Méndez (saison 9, épisode 8 : Fuego y plomo)
- 2008 : Año 400 : Tito (saison 1, épisode 1 : El imperio se rompe)
- 2008 : Martes de Carnava : Teniente Rovirosa (saison 1, épisode 1 : Los cuernos de Don Friolera)
- 2008 : La familia Mata (épisode : ¡Qué bello es ser un Mata!)
- 2012-2014 : Con el culo al aire : Tino Colmenarejo (42 épisodes)
- 2015 : Rabia : Mario Montero (5 épisodes)
- 2015-2017 : Apaches : le concessionnaire de ferraille (12 épisodes)
- 2016 : El hombre de tu vida : le père Francisco (8 épisodes)
- 2016 : Víctor Ros : le sergent Giralda (8 épisodes)
- 2017 : Perdóname, Señor : Miguel (4 épisodes)
- depuis 2017 : La casa de papel : Agustín « Moscou » Ramos (19 épisodes)
- 2018 : La peste : l'administrateur de Teresa (6 épisodes)
- 2019 : Allí abajo : Epi (10 épisodes)
- 2020 : Mentiras : Víctor Silva (6 épisodes)
- 2020 : Madres. Amor y vida : Gonzalo (9 épisodes)
- 2020-2021 : 30 Coins (30 Monedas) : Jesús (4 épisodes)
- 2024 : Zorro : Bernardo, le serviteur muet de Zorro (10 épisodes)